# مارک ال یونگ
مارک ال یونگ (انگلیسی: Mark L. Young؛ زادهٔ ۲۰ اوت ۱۹۹۱) یک هنرپیشه اهل ایالات متحده آمریکا است. او از سال ۲۰۰۳ میلادی تاکنون مشغول فعالیت بوده‌است.
از فیلم‌هایی که وی در آن نقش داشته‌است می‌توان به نفرین داونرز گراو و خوش شانس‌ها اشاره کرد.